# Церковь Сорбонны
Церковь (капелла) Сорбонны, или Капелла Святой Урсулы Сорбонской (фр.  La Сһарelle de la Sorbonne, (La chapelle Sainte Ursule de la Sorbonne) — католическая церковь, входящая в комплекс зданий Сорбонны в Латинском квартале 5-го округа Парижа. Адрес: 19, rue de la Sorbonne, 75005 Paris.

## История
История церкви восходит к 1257 году, когда теолог Робер де Сорбон, духовник короля Людовика IX Святого, основал в Париже богословский коллеж для детей из бедных семей. Археологические изыскания показывают, что на месте современной церкви в XVI веке действительно находилась частная часовня коллежа Сорбонны. Это было готическое здание с планом в виде латинского креста, очертание которого до сих пор можно увидеть в главном дворе современной Сорбонны. Остатки фундамента этой капеллы, освященной в 1326 году 21 октября, в праздник «Святой Урсулы и одиннадцати тысяч девственниц», был обнаружен при реконструкции Сорбонны в 1897 году.
Существующее здание возведено в 1626—1642 годах по проекту архитектора Жака Лемерсье. В 1642 году в церкви был захоронен первый министр короля Людовика XIII, кардинал Ришельё. Когда в 1622 году кардинал Ришельё стал директором коллежа Сорбонны, учебное здание и капелла при нём требовали значительной перестройки. В 1626 году кардинал поручил королевскому архитектору Жаку Лемерсье возглавить проектные и строительные работы. По желанию кардинала в проект капеллы включили и будущий мавзолей самого Ришельё. Работы по строительству учебных корпусов начались в 1626 году, но только в 1635 году Ришельё заложил символический краеугольный камень будущей церкви. Кардинал не успел увидеть свой мавзолей. Его похороны проходили на фоне продолжающихся работ.
В течение столетий, предшествовавших Французской революции, памятник использовался для религиозных служб коллежа Сорбонны. По воле кардинала Ришельё в церкви также проводили ежегодную заупокойную мессу. В годы революции Сорбонна была закрыта, а церковь заброшена. В 1790 году коллеж Сорбонна, как богословская школа, перестал существовать. В 1808 году декретом Наполеона Бонапарта все здания были отданы в распоряжение университета города Парижа. Богослужения начались в 1822 году по инициативе последнего представителя рода дю Плесси, герцога Арман Эммануэль дю Плесси Ришельё, главы правительства Людовика XVIII. В 1828 году его сестра сделала пожертвование в размере десяти тысяч франков на восстановление ежегодной мессы.
Во время революции в декабре 1794 года здание было разграблено как памятник ненавистного народу абсолютизма. Гробница кардинала, как и некрополь в целом, были разорены, а тела осквернены. Культ был восстановлен в 1853 году под руководством декана теологического факультета Анри Маре, которого вскоре прозвали «епископом Сорбонны». Однако дебаты об использовании здания продолжались; планировалось превратить бывший некрополь в концертный амфитеатр или вообще разрушить. Храм был окончательно закрыт для богослужений в декабре 1906 года в соответствии с законом об отделении церкви от государства. В 1921 году совет Парижского университета постановил ежегодно в декабре отмечать юбилейную мессу кардинала Ришельё. Однако конфликты сторонников регулярных богослужений и администрации университета продолжались длительное время.
Церковь Сорбонны получила статус исторического памятника 10 февраля 1887 года. В 1969 году ректор Робер Малле после студенческих волнений в мае 1968 года отменил юбилейную мессу. Однако мессу продолжали проводить до 1980-х годов. В 1975 году весь комплекс сооружений Сорбонны, включая церковь, были признаны историческим памятником. Большой амфитеатр приспособили для проведения официальных приёмов и выставок. В 2004—2010 годах были проведены реставрационные работы.

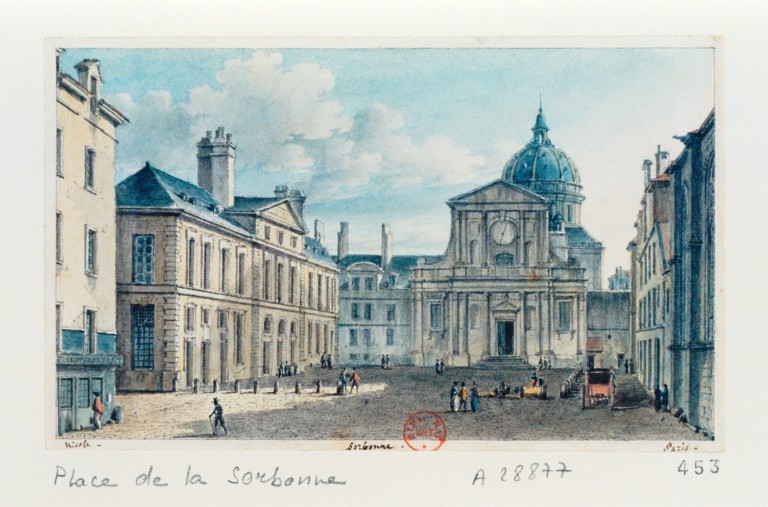
Площадь Сорбонны в конце XVIII века

## Архитектура церкви
Церковь Сорбонны (1635—1642) является шедевром архитектора Жака Лемерсье. Вместе с тем она представляет собой типичную постройку стиля Людовика XIII, совмещающего итальянские и французские традиции. Этот стиль характеризуют как оригинальный сплав классицизма и элементы барокко и называют французским классицизирующим барокко.
По композиции церковь восходит к типично «римской схеме» — канонической композиции конгрегационных (орденских) церквей римского барокко, разработанной архитекторами ордена иезуитов. В частности, в фасаде парижской церкви можно проследить развитие композиции римской церкви Иль-Джезу. Композиция фасадов таких церквей строится симметрично на двух ярусах с треугольным фронтоном и волютами по сторонам. Характерны раскрепованный антаблемент, сдвоенные колонны, статуи в нишах. Большой «римский купол» на восьмигранном барабане — первый в своем роде во Франции — возведён над средокрестием, увенчан световой башенкой-лантерной с характерными для архитектуры стран Северной Европы вытянутыми оконными проёмами и миниатюрным шатром, похожим на шпиль. Впоследствии такая схема стала традиционной для французской архитектуры. Жак Лемерсье повторял её неоднократно с вариациями в деталях. Близкую композицию позднее создал Жюль Ардуэн-Мансар в парижской церкви Дома инвалидов (1676—1706).
Проект Жака Лемерсье является продолжением архитектурных достижений эпохи Возрождения и барокко, но во многом оригинален. Храм имеет три нефа, уравненных по высоте, пересекающий их трансепт с цилиндрическими сводами не приближен к алтарной части, как обычно делали в итальянских храмах, а расположен точно посередине, к тому же «рукава» трансепта не выходят за границы трёхнефной постройки. В средокрестии образуется нечто вроде зального пространства, пронизанного светом, льющимся из больших окон. Таким образом подчёркивается классицистическая симметрия и замкнутость внешнего объёма церкви. Два алтаря обращены к двум входам: главный алтарь находится в конце хора, а монументальный алтарь, посвященный кардиналу, обращен к крыльцу, выходящему во двор коллежа. По сторонам большого подкупольного квадрата расположены четыре малых капеллы.
В четырёх нишах главного фасада находятся статуи: Святого Фомы Аквинского, Пьера Ломбарда (теолога и епископа Парижа), епископа Ж.-Б. Боссюэ и Ж. Жерсона, доктора теологии и канцлера Парижского университета в XIV—XV веках. Четыре статуи по сторонам верхнего яруса фасада изображают Моисея, Иоанна Евангелиста, Святых Петра и Павла. Центральное окно было изменено в XIX веке, в нём установили часы с гербом кардинала, которые поддерживают две музы.

## Интерьер
Создание внутреннего убранства церкви было поручено живописцу Филиппу де Шампеню и скульптору Франсуа Жирардону. Интерьер церкви Сорбонны облицован светлым арденнским известняком, украшен пилястрами и лепниной, статуями в нишах. Росписи ограничены алтарной частью и сводами. Четыре медальона на парусах свода символизировали четырёх евангелистов. В XIX веке они были изменены, чтобы проиллюстрировать четыре факультета нового Парижского университета: филологии, естествознания, права и медицины. В хоре находится скульптурное надгробие кардинала Ришельё работы Франсуа Жирардона (1628—1715).

## Захоронения

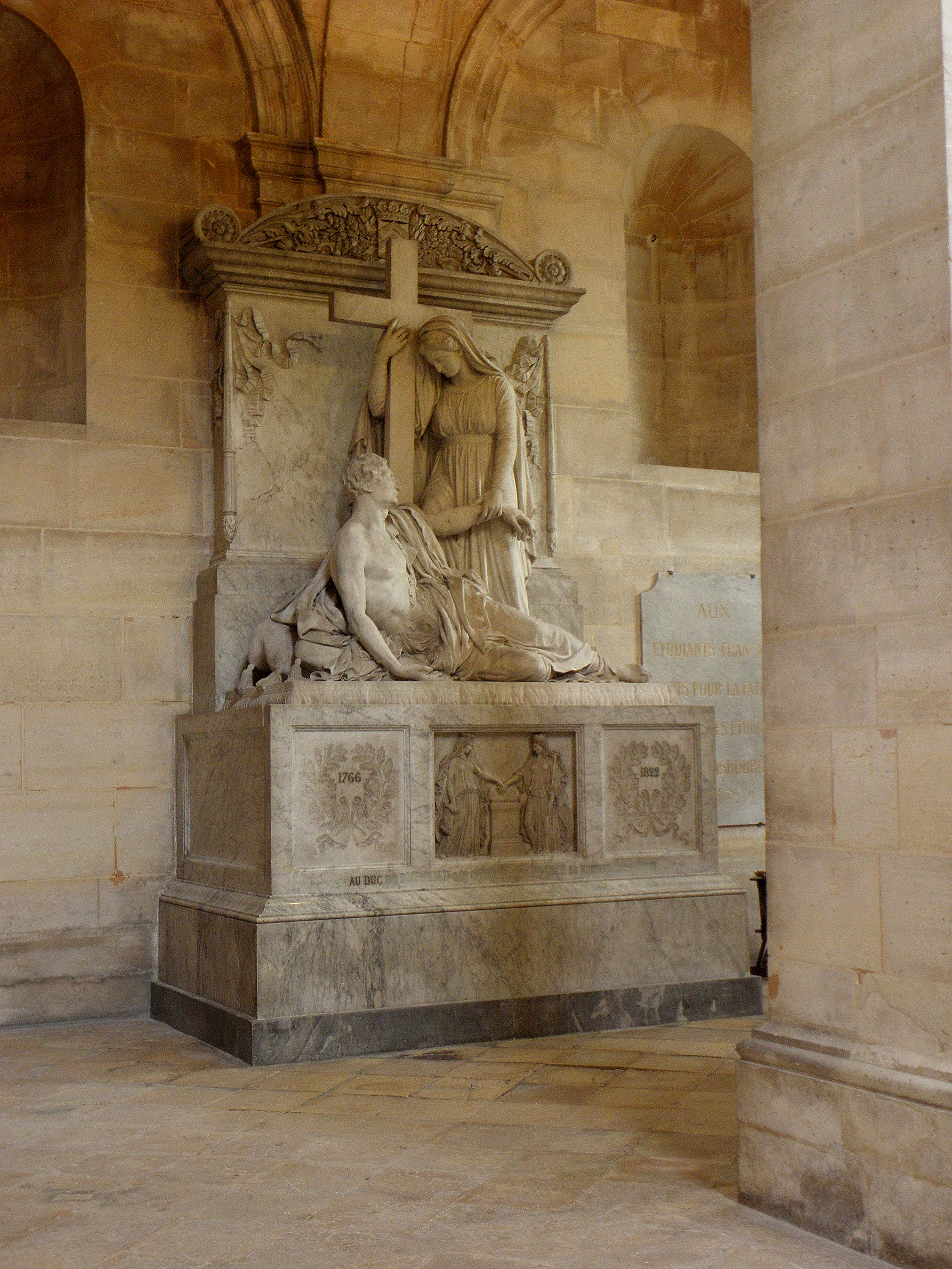
Надгробие «дюка» де Ришельё в капелле Святой Урсулы Церкви Сорбонны

Помимо кардинала Ришельё (первого герцога де Ришельё), в церкви Сорбонны были захоронены наследники его титула:
- Второй герцог де Ришельё (1629—1715), генерал галер
- Третий герцог де Ришельё (1796—1888), маршал Франции (1748), герой романов Александра Дюма «Джузеппе Бальзамо» и «Ожерелье королевы»
- Пятый герцог (дюк) де Ришельё (1766—1822), одесский градоначальник (1803–1814), новороссийский генерал-губернатор (1804–1815), первый министр (1815—1818, 1820—1821) короля Людовика XVIII
- И другие.

Также в церкви расположены:
- Мемориал «Двенадцати погибшим за Францию», содержащий захоронения 12 погибших от рук гитлеровцев в ходе событий Второй мировой войны (число 12 было выбрано символически; все погибшие были школьными учителями, преподавателями высшей школы или студентами; среди них — известный физик Фернан Хольвек (1890—1941), убитый гестаповцами).

- Мемориал, содержащий захоронения четырёх из пяти «Мучеников Лицея Бюффона», подростков-лицеистов в возрасте от 15 до 17 лет, казнённых немцами в 1940 году[5].